# Silba papei
Silba papei är en tvåvingeart som beskrevs av Macgowan 2005. Silba papei ingår i släktet Silba och familjen stjärtflugor. Inga underarter finns listade i Catalogue of Life.